# Chrysopa quadripunctata
Chrysopa quadripunctata is een insect uit de familie van de gaasvliegen (Chrysopidae), die tot de orde netvleugeligen (Neuroptera) behoort. 
Chrysopa quadripunctata is voor het eerst wetenschappelijk beschreven door Burmeister in 1839.